# Sandy Marti
Sandy Marti (* 23. Juni 1992) ist eine Schweizer Tennisspielerin.

## Karriere
Marti spielt hauptsächlich auf der ITF Women’s World Tennis Tour, auf der sie bislang zwei Einzeltitel gewann.
2017 erreichte sie das Achtelfinale der Montreux Ladies Open. 2021 erreichte sie als Qualifikantin ebenfalls das Achtelfinale bei den TCCB Open.
2022 spielte sie ihr erstes Turnier auf der WTA Tour, als sie eine Wildcard für die Qualifikation zu den Ladies Open Lausanne erhielt. Sie scheiterte aber bereits in der ersten Runde an Katie Volynets mit 1:6 und 1:6.

## Turniersiege

### Einzel
| Nr. | Datum           | Turnier | Kategorie   | Belag        | Finalgegnerin   | Ergebnis |
| --- | --------------- | ------- | ----------- | ------------ | --------------- | -------- |
| 1.  | 26. August 2018 | Caslano | ITF $15.000 | Sand         | Tess Sugnaux    | 6:2, 6:2 |
| 2.  | 19. März 2023   | Gonesse | ITF W15     | Sand (Halle) | Antonia Schmidt | 6:4, 6:1 |

## Sonstiges
Neben ihrer Karriere als Tennisspielerin trat Sandy Marti von 2014 bis 2016 auch im Freestyle-Skiing und Freestyle (Snowboard) in den Disziplinen Slopestyle und Halfpipe bei nationalen Meisterschaften und im Weltcup an. 2015 wurde sie Schweizer Vizemeisterin in der Halfpipe und Dritte im Slopestyle.